# Michele Iorba
Michele Iorba, o Jorba (fl. 1510-1528), è stato un vescovo cattolico spagnolo, attivo in Trentino e Veneto nel primo terzo del Cinquecento.

## Biografia
Si hanno scarsissime informazioni sulla sua vita; nato in Spagna (anche se alcune fonti lo dicono mantovano), faceva parte dell'ordine di San Girolamo, e nel 1510 venne creato vescovo titolare di Aretusa (il primo di cui si abbia notizia), e nominato ausiliare di Bressanone, incarico che mantenne fino al 1517. Fu anche ausiliare di Trento dal 1510 fino al 1518; Iorba tuttavia non si trovava a suo agio nel principato vescovile, e nel 1518 si spostò nella diocesi di Vicenza, dove è attestato come luogotenente nel 1525-28. Dal 1512 in poi fu anche saltuariamente vicario per la diocesi di Feltre, per sopperire all'assenza dei vescovi ordinari (Lorenzo Campeggi prima e suo fratello Tommaso poi) che la consideravano alla stregua di una prebenda, celebrando in loro vece cresime, ordinazioni, consacrazioni e altre funzioni.
Nel 1515 consacrò il principe vescovo Bernardo Clesio. Oltre a questo, è documentato come consacratore di numerose chiese: nel principato vescovile tridentino, nel 1511 San Bernardo di Rabbi; nel 1512 San Vitale di Romallo, San Bartolomeo di Peio, Sant'Udalrico di Corte Inferiore (Rumo), San Rocco di Caldes e Santo Stefano di Cavedine (oggi scomparsa); nel 1513 San Rocco di Almazzago; nel 1514 Sant'Anna di Roncogno; nel 1515 Santi Andrea ed Egidio di Salobbi; nel 1518 San Paolo di Marcena (Rumo), San Paolo di Pavillo, Santa Maria Assunta di Tassullo, Sant'Orsola di Tuenno e Immacolata e San Zenone di Sanzenone (Ville d'Anaunia). Nella diocesi di Feltre, nel 1515 San Giovanni di Mezzano e Sant'Andrea di Siror; nel 1520 San Pietro di Aune e San Rocco di Servo (Sovramonte), Santa Maria degli Angeli e San Paolo di Feltre e altre due chiese a Cesio; nel 1526 Santi Pietro e Paolo di Imer. Nella diocesi di Vicenza, nel 1522 San Bovo di Vicenza (poi soppressa) e Sant'Urbano di Altavilla; nel 1525 San Giorgio di Sorio (Gambellara); nel 1527 Santa Maria di Bolzano Vicentino e Santa Lucia di Lisiera; nel 1528 la chiesa della Misericodia di Vicenza. Nel 1527 consacrò anche la chiesa di San Sebastiano di Venezia.
Si sa per certo che morì entro il marzo del 1531, anno in cui la commenda sulla chiesa di Sant'Eusebio di Torra, che deteneva dal 1513, era passata al cardinale Niccolò Ridolfi, di cui era "familiare cardinalizio", a seguito del suo trapasso extra curiam. Un reliquiario con il suo sigillo è conservato presso il museo diocesano tridentino.

## Successione apostolica
La successione apostolica è:
- Cardinale Bernardo Clesio (1515)